# Pocket Bomberman
Pocket Bomberman (ポケットボンバーマン) est un jeu vidéo de plates-formes développé par Hudson Soft, sorti en 1997 sur Game Boy au Japon et en 1998 en Europe. Le jeu est sorti par la suite en 1998 sur Game Boy Color en Amérique du Nord et en Europe. Le jeu Game Boy n'est jamais sorti en Amérique du Nord, et le jeu Game Boy Color n'est jamais sorti au Japon. Il a été édité par Hudson Soft au Japon et édité par Nintendo en Amérique du Nord et en Europe.

## Accueil
- IGN : 7/10[1]